# Chersotis juncta
Chersotis juncta là một loài bướm đêm trong họ Noctuidae.